# EMI 레코드

EMI 레코드(EMI Records)는 1972년 같은 이름의 영국 음반 회사가 설립한 영국의 레코드 레이블이며 1973년 1월 컬럼비아와 팔로폰 음반사의 후속작으로 출범했다. 이 회사는 인도에 "EMI 레코드 인디아"라고 불리는 지부를 두고 있는데, 이 지사는 모히트 수리 감독이 운영하고 있다.

## 같이 보기
- 애비 로드 스튜디오